# The Unmasking
The Unmasking è un cortometraggio muto del 1914. Il nome del regista non viene riportato nei credit del film, la cui sceneggiatura è tratta da una storia di M.H. McKinstry.

## Produzione
Il film fu prodotto dall'American Film Manufacturing Company.

## Distribuzione
Distribuito dalla Mutual Film, il film - un cortometraggio in una bobina - uscì nelle sale cinematografiche USA il 17 giugno 1914.